# Sudoku Master
Sudoku Master, connu sous le nom de Puzzle Series Vol. 3: Sudoku au Japon et Sudoku Gridmaster en Amérique du Nord, est un jeu vidéo de puzzle de la série Touch Generations pour Nintendo DS. Le jeu a été développé et édité par Hudson Soft au Japon et édité par Nintendo dans le reste du monde.

## Système de jeu
Le jeu propose 400 puzzles sudoku, 4 tutoriels différents ainsi que 4 niveaux de difficulté, comprenant le mode pratique, facile, normal et difficile. Si le joueur parvient à bien effectuer le puzzle, il reçoit des étoiles pouvant être utilisées pour passer un test de sudoku afin de déterminer son niveau de compétence. Le jeu utilise l'écran tactile de la Nintendo DS, facilitant l'écriture et le choix des différents numéros.

## Accueil
Craig Harris, de IGN, décrit le jeu comme "bon", mais estime que le mini jeu sudoku de Brain Age était meilleur. Il a signalé que les graphismes et la musique étaient décents et fonctionnels. Harris était convaincu que les 400 énigmes du jeu dureraient longtemps.